# لغة عربية بدائية
اللغة العربية البدائية  هي لغة بدائية افتراضية أعيد بناؤها. والتي يُعتقد أنها أم اللغات العربية الموثقة منذ القرن التاسع قبل الميلاد.
هناك مصدران من الأدلة لإعادة بناء اللغة العربية البدائية:
- وجود أسماء عربية في الكتابة النبطية بدايةً من القرن الثاني قبل الميلاد، ثم تأثير عربي على اللغة النبطية.
- نقوش صفائية وحمصائية بين القرن الأول قبل الميلاد والرابع الميلادي في صحراء البازلت (شمال غرب شبه الجزيرة العربية وجنوب الشام).هذه النقوش حاسمة لإعادة بناء اللغة العربية البدائية لأنها تشترك في العديد من المميزات مع العربية التراثية والعربية الجنوبية القديمة.